# Cronologia delle guerre marcomanniche
La cronologia delle guerre marcomanniche elenca tutti gli accadimenti importanti degli anni compresi tra il 166/167 ed il 189. Questa cronologia segue quella fornita dal Birley nel suo Marcus Aurelius.

## Cronologia
| Data                   | Evento | Fonte | Monetazione |
| ---------------------- | --- | --- | --- |
| fine 166/inizi 167     | Vi fu un primo scontro lungo le frontiere della Pannonia ad opera di bande di 6.000 predoni longobardi e osii, che furono prontamente respinte. Pochi mesi dopo, i Sarmati Iazigi attaccarono i territori compresi tra il Danubio e il fiume Tibisco. Al termine di questi scontri Marco venne acclamato imperator per la quinta volta. | | RIC Marcus Aurelius, III 174; MIR 18, 149-2/37; Calicó 1995. |
| 168                    | Marco e Lucio Vero, ormai diffidenti nei confronti dei barbari aggressori, si recarono fino nella lontana fortezza legionaria di Carnuntum per rendersi conto di persona della minaccia germanica. | | |
| inizi del 169          | Lucio Vero morì in seguito ad un attacco apoplettico non molto distante da Aquileia. | Historia Augusta, Marcus Aurelius, 14.8; Historia Augusta, Lucius Verus, 9.11                                     | |
| inizi del 170          | La morte prematura di Lucio e il venir meno ai patti da parte dei barbari, portò una massa mai vista prima d'ora, a riversarsi in modo devastante nell'Italia settentrionale fin sotto le mura di Aquileia, il cuore della Venetia, provocando un'enorme impressione. Questa invasione avvenne secondo Birley ed altri studiosi nel 170. | Cassio Dione, 72, 2.2-3.1; Ammiano, 29, 6.1                                                                       | RIC Marcus Aurelius, III 977; MIR 18, 191-6/30; Cohen 502. |
| inizi del 170          | Contemporaneamente la popolazione dei Costoboci, proveniente dalla zona dei Carpazi orientali, invase la Mesia, la Macedonia, spingendosi fino in Grecia, dove riuscirono a saccheggiare il santuario di Eleusi. | | |
| 170-171                | Marco combatté una lunga ed estenuante guerra contro le popolazioni barbariche del Nord, prima respingendole e poi "ripulendo" i territori della Gallia Cisalpina, del Norico e della Rezia ed affidando questo compito al genero, Tiberio Claudio Pompeiano, ed al suo collaboratore, Pertinace (futuro imperatore). Al termine di queste operazioni militari Marco venne acclamato imperator per la sesta volta.                                                                                                 | CIL VIII, 26249, CIL VIII, 17972, CIL VIII, 4209                                                                  | |
| 170-171                | Sembra che Marco abbia posto il suo "quartier generale" per tre anni consecutivi a Carnuntum, a partire dal 171. | | |
| 172                    | Marco cominciò l'offensiva romana in territorio germanico, oltre il limes danubiano, con il proposito di creare due nuove province romane: Marcomannia e Sarmatia. | Historia Augusta, Marcus Aurelius, 24.5                                                                           | |
| 15 ottobre 172         | Al termine della prima campagna in territorio germanico (contro Marcomanni e Quadi), Marco ottenne il titolo vittorioso di Germanicus | Historia Augusta, Marcus Aurelius, 12.9; Cassio Dione, 72, 3.5; AE 1961, 318; AE 2006, 1837 e AE 1897, 124        | Le monete celebrano anche la "GERMANIA SVBACTA" Roman Imperial Coinage Marcus Aurelius, III, 1054. Roman Imperial Coinage Marcus Aurelius, III, 357 corr. (no P P); MIR 18, 322-2/35; Calicó 2017; BMCRE 674; Cohen. Roman Imperial Coinage, Marcus Aurelius, III, 1184; MIR 18, 370-6/37; Banti 64. |
| 173-174                | Marco combatté lungo il fronte della Pannonia inferiore, trascorrendo parte del suo tempo tra le fortezze legionarie di Brigetio ed Aquincum, la città di Sirmium ed i territori di Quadi e Sarmati iazigi. Al termine delle operazioni militari di questi anni, Marco ricevette la sua settima acclamazione ad imperator. | CIL VIII, 17869                                                                                                   | |
| 175 primavera/estate   | Gaio Avidio Cassio, spinto dalla falsa notizia della morte di Marco a seguito di una grave malattia, si proclamò imperatore. | Cassio Dione, 72, 24-31; Historia Augusta, Marcus Aurelius, 22.8; Historia Augusta, Avidius Cassius, 7.4          | |
| 175 primavera/estate   | Marco, a causa della rivolta di Avidio Cassio, fu costretto ad abbandonare la guerra contro Sarmati e Marcomanni per recarsi in Oriente. In seguito a questi eventi Marco ricevette il titolo vittorioso di Sarmaticus (o forse di Sarmaticus Maximus) e l'ottava acclamazione ad imperator. | Historia Augusta, Marcus Aurelius, 25.1; AE 1897, 124; BCTH-1901-107; CIL III, 6578.                              | Roman Imperial Coinage Marcus Aurelius, III, 1188. Roman Imperial Coinage Marcus Aurelius, III, 1188; MIR 18, 372a-19/50; Cohen 170. |
| 23 Dicembre 176        | Marco e il figlio, Commodo, celebrarono il trionfo sulla genti germaniche (de germanis) e sarmatiche (de sarmatis). A Marco vennero tributati: una Colonna, una statua equestre e un arco trionfale. | Historia Augusta, Commodus, 12.5; Historia Augusta, Marcus Aurelius, 16.1-2 e 17.3.                               | RIC Marcus Aurelius, III, 1184; MIR 18, 370-6/37; Banti 64. RIC Commodus, III 633 (M.Aurelius); MIR 18, 396-12/37; Calicó 2236. |
| 177                    | I combattimenti ripresero già nella prima parte dell'anno lungo il limes pannonicus. In seguito a questi eventi Marco ricevette la IX acclamazione imperatoria. | CIL VIII, 26250                                                                                                   | |
| fine del 178           | Marco fu costretto a fare ritorno lungo il fonte pannonico, dando inizio alla secunda expeditio germanica. Potrebbe aver eletto a suo "quartier generale" la fortezza legionaria di Brigetio. | Cassio Dione, 72, 11.3-5.                                                                                         | |
| 179                    | Marco condusse l'ultima campagna militare, che aveva come obbiettivo finale quello di occupare stabilmente parte della Germania Magna (Marcomannia) e della Sarmatia. Al termine di questa campagne ricevette la decima acclamazione ad imperator. | Cassio Dione, 72, 20.2                                                                                            | |
| 17 Marzo 180           | Marco morì a circa cinquantanove anni, secondo Aurelio Vittore nella città-accampamento di Vindobona (Vienna). Secondo invece quanto riferisce Tertulliano, uno storico e apologeta cristiano suo contemporaneo, sarebbe invece deceduto sul fronte sarmatico, non molto distante da Sirmio (odierna Sremska Mitrovica, nell'attuale Serbia). Il Birley ritiene infatti che Marco potrebbe essere morto a Bononia sul Danubio (che per assonanza ricorda la località di Vindobona), venti miglia a nord di Sirmio. | Aurelio Vittore, De Caesaribus, 16; Tertulliano, 25; Historia Augusta, Marcus Aurelius, 28; Cassio Dione, 72, 33. | RIC RIC III 661 (Commodus); MIR18, 488-6/10; Banti 52; BMCRE 397 (Commodus); Cohen 95. RIC III 662 (Commodus); MIR 18, 487-6/10; Banti 53. |
| 180 fine marzo-ottobre | L'offensiva da parte di Commodo in terra sarmata continuò. Neppure la morte dell'imperatore ritardò la progettata spedizione nella piana del Tisza. | | |
| 180 fine marzo-ottobre | Commodo, che aveva deciso di abbandonare il teatro delle operazioni militari al termine di quest'anno (ottobre del 180), contro il parere del cognato Claudio Pompeiano, lasciò che fossero i suoi generali (come Pescennio Nigro, Clodio Albino, il figlio di Tigidio Perenne e Valerio Massimiano per citarne alcuni) a portare a termine le operazioni di guerra. | Cassio Dione Cocceiano, Storia romana, LXXIII, 3.                                                                 | RIC III 319a; MIR 18, 499-9/30; BMCRE 469; Cohen 814. |
| 181-183                | I Sarmati Iazigi (nuova expeditio sarmatica), i suebi Buri (expeditio Burica), i germani Vandali ed i Daci liberi, furono battuti più volte in questi anni. | | RIC III 42; MIR 18, 551-4/30; BMCRE 92; RSC 842. RIC III 376; MIR 18, 564-6/30; Banti 471. |
| 189 (?)                | La Historia Augusta riferisce di una terza spedizione germanica a cui però Commodo non prese parte, come sembra dimostrare la monetazione del periodo. Quadi e Marcomanni potrebbero essersi ribellati nuovamente, ma il pronto intervento dei governatori provinciali delle due Pannonie riuscì a sedare ogni possibile focolaio di rivolta. E Commodo, rimasto a Roma a godersi i giochi gladiatorii, potrebbe essersi accontentato della ottava acclamazione ad Imperator.                                      | | Gnecchi 104, pl. 85, 2; Grueber p. 27, 31. |